# Sematophyllum schwaneckeanum
Sematophyllum schwaneckeanum là một loài rêu trong họ Sematophyllaceae. Loài này được (Müll. Hal.) Mitt. mô tả khoa học đầu tiên năm 1869.